# NGC 1149
NGC 1149 è una vasta e lontana galassia lenticolare situata nella costellazione della Balena, a una distanza di circa 410 milioni di anni luce dalla nostra Via Lattea.

## Scoperta
La galassia è stata scoperta il 2 dicembre 1880 dall'astronomo francese Édouard Stephan.

## Descrizione
Il database SIMBAD la classifica come galassia LINER, cioè una galassia il cui nucleo presenta uno spettro di emissione caratterizzato da larghe righe di atomi debolmente ionizzati.